# Тулиновский сельсовет
Тулиновский сельсовет — сельское поселение в Тамбовском районе Тамбовской области Российской Федерации.
Административный центр — село Тулиновка.

## История
Статус и границы сельского поселения установлены Законом Тамбовской области от 17 сентября 2004 года № 232-З «Об установлении границ и определении места нахождения представительных органов муниципальных образований в Тамбовской области». С 2018 года и до настоящего времени Тулиновский сельский совет возглавляет Бунин Сергей Станиславович. 

## Население
| 2010  | 2012  | 2013  | 2014  | 2015  | 2016  | 2017  |
| ----- | ----- | ----- | ----- | ----- | ----- | ----- |
| 2557  | ↘2554 | ↘2535 | ↘2506 | ↘2479 | ↘2388 | ↘2386 |
| 2018  | 2019  | 2020  | 2021  |       |       |       |
| ↘2307 | ↘2223 | ↘2175 | ↗2187 |       |       |       |

## Состав сельского поселения
| № | Населённый пункт        | Тип населённого пункта       | Население |
| - | ----------------------- | ---------------------------- | --------- |
| 1 | Горельский лесхоз       | посёлок                      | ↘346      |
| 2 | Пихтиляй                | посёлок                      | 2         |
| 3 | Пригородное лесничество | посёлок                      | ↘103      |
| 4 | Смычка                  | посёлок                      | ↘279      |
| 5 | Тулиновка               | село, административный центр | ↘1827     |